# Lisardo Guarinos

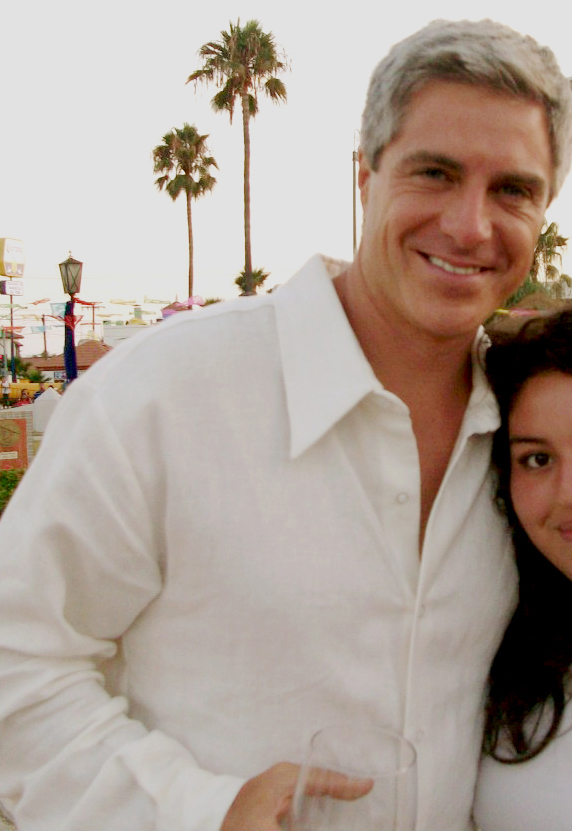

Lisardo, vollständiger Geburtsname Lisardo Emilio Guarinos Riera (* 7. Oktober 1970 in Valencia, Spanien) ist ein spanischer Sänger und Schauspieler. Er lebt in Mexico. Von Dezember 2008 bis 2014 war er mit der mexikanischen Sängerin und Schauspielerin Lisset verheiratet, mit der er eine Tochter namens María hat.

## Filmografie

### Kino
- 2008: Casi divas
- 2010: Héroes verdaderos
- 2012: Aqui Entre Nos

### Fernsehen
| Jahr      | Titel                                | Rolle                             | Anmerkungen                                                                                                  |
| --------- | ------------------------------------ | --------------------------------- | --- |
| 2000      | Policías, en el corazón de la calle  |                                   | "Algo fieramente puro" (Season 2, Episode 6)                                                                 |
| 2001      | Anti-vicio                           |                                   | "Hijos de la luz" (Season 1, Episode 8)                                                                      |
| 2004      | Mujer de Madera                      | Emilio Arroyo                     | |
| 2006      | Rebelde                              | Martín Reverte / Octavio Reverte  | unterstützende Rolle                                                                                         |
| 2006      | Amar sin límites                     | Piero Escobar                     | |
| 2007      | Yo amo a Juan Querendón              |                                   | |
| 2007      | Lola, érase una vez                  |                                   | |
| 2007      | XHDRbZ                               | Papá de Diego                     | "Carrera de perros" (Season 2, Episode 10)                                                                   |
| 2007–2008 | Palabra de Mujer (telenovela)        | Hernán Gil                        | |
| 2008      | Mujeres asesinas (Mexican TV series) | Fermín Castaño                    | "Sandra, trepadora" (Season 1, Episode 10)                                                                   |
| 2008–2009 | Alma de hierro                       | Diego                             | "Secuestro" (Season 1, Episode 120) "Detenerla" (Season 1, Episode 381) "Gran final" (Season 1, Episode 393) |
| 2009–2010 | Corazón salvaje (2009 telenovela)    | Féderico Martín Del Campo         | Antagonist                                                                                                   |
| 2010–2011 | Cuando me enamoro                    | Agustín Dunant                    | Hauptantagonist                                                                                              |
| 2011      | El encanto del águila                | Bernardo Cologan                  | "La traición de los Herejes" (Season 1, Episode 4)                                                           |
| 2011–2012 | Esperanza del corazón                | Aldo Cabral                       | Antagonist                                                                                                   |
| 2013      | Amores verdaderos                    | Carlos González / Joan Constantín | |
| 2013      | De que te quiero, te quiero          | Carlos                            | |
| 2014–2015 | Mi corazón es tuyo                   | Enrique                           | Antagonist                                                                                                   |
| 2015      | Yo no creo en los hombres            | José Luis                         | Fernsehfilm                                                                                                  |
| 2015      | Amor de barrio                       | Adalberto Cruz                    | |
| 2017      | En tierras salvajes                  | Carlos Molina                     | Hauptantagonist                                                                                              |
| 2018      | La Piloto                            | Vasily Kilichenko                 | Hauptantagonist                                                                                              |